# Вертикордия крупная
Вертикордия крупная (лат. Verticordia grandis) — вид вечнозелёных кустарников из рода Вертикордия семейства Миртовые. Произрастает в юго-западной части Австралии на песчаной равнине Мидлендс.
Вид был найден Джеймсом Друммондом в 1849–1850 годах, во время пребывания в Бухте Чемпиона (город Джералдтон, Западная Австралия).
Видовой эпитет grandis (в переводе с латинского «большой») дан растению ввиду крупных цветков и листьев, а также большой высоты.

## Биологическое описание
Вечнозелёный кустарник, высотой от 40 см до 4 метров. Стебель один, иногда несколько, прямой, высотой от 30 см до 3 метров.
Листья овальные, зелёные, по краям несколько бледнее, 1,5–2,5 см длиной.
Цветки до 2,5 см в диаметре, открываются постепенно, собраны в колосовидные соцветия. Лепестки сросшиеся в трубу, цвет в начале белый, позже приобретают глубокий красный цвет.
Цветут круглый год, основной период с августа по январь.